# Strofa dwudziestowersowa
Strofa dwudziestowersowa – forma stroficzna zbudowana z dwudziestu wersów, połączonych różnymi układami rymów. Strofa dwudziestowersowa, podobnie jak inne zwrotki dłuższe niż dziesięciowersowe, pojawia się rzadko. Strofa dwudziestowersowa występuje między innymi w poezji Francesco Petrarca, gdzie tworzy kancony.
Nel dolce tempo de la prima etade,
che nascer vide et anchor quasi in herba
la fera voglia che per mio mal crebbe,
perché cantando il duol si disacerba,
canterò com’io vissi in libertade,
mentre Amor nel mio albergo a sdegno s’ebbe.
Poi seguirò sí come a lui ne ’ncrebbe
troppo altamente, e che di ciò m’avenne,
di ch’io son facto a molta gente exempio:
benché ’l mio duro scempio
sia scripto altrove, sí che mille penne
ne son già stanche, et quasi in ogni valle
rimbombi il suon de’ miei gravi sospiri,
ch’aquistan fede a la penosa vita.
E se qui la memoria non m’aita
come suol fare, iscúsilla i martiri,
et un penser che solo angoscia dàlle,
tal ch’ad ogni altro fa voltar le spalle,
e mi face oblïar me stesso a forza:
ché tèn di me quel d’entro, et io la scorza.
Strofa dwudziestowersową posługiwał się też inny wielki włoski poeta, romantyk Giacomo Leopardi, często stosujący rozbudowane formy zwrotkowe:
O patria mia, vedo le mura e gli archi
e le colonne e i simulacri e l’erme
torri degli avi nostri,
ma la gloria non vedo,
non vedo il lauro e il ferro ond’eran carchi
i nostri padri antichi. Or fatta inerme,
nuda la fronte e nudo il petto mostri.
Oimè! quante ferite,
che lividor, che sangue! oh, qual ti veggio,
formosissima donna! Io chiedo al cielo
e al mondo: — Dite, dite;
chi la ridusse a tale? — E questo è peggio,
che di catene ha carche ambe le braccia;
sí che sparte le chiome e senza velo
siede in terra negletta e sconsolata,
nascondendo la faccia
tra le ginocchia, e piange.
— Piangi, ché ben hai donde, Italia mia,
le genti a vincer nata
e nella fausta sorte e nella ria.
(All'Italia)
Wyodrębnione dwudziestowersowe odcinki pojawiają się w wierszu wolnym, na przykład u Jan Kasprowicza, jednak wobec braku powtarzalności tych form trudno mówić o regularnych strofach, raczej o strofoidach.
A spod korzeni jadowitych ziół,
spod kęp sitowia i trzciny i traw,
z rowów, przepadlisk, wądolców i jam,
pokrytych opalowym szkliwem zgniłych wód,
zaczyna wypełzywać
żmĳ skłębiony płód:
czarne pĳawki, zielone jaszczury
wĳą się naprzód wpław
i oplatają kręgami śliskiemi
męczeńskich krzyżów smutne miliardy,
z bagnistej wyrosłe ziemi,
zapadłe w bagnisty kał…
I oto głowy swoje, ǳiwne, luǳkie głowy,
świecące trupim tłuszczem zżółkłych, łysych czół,
o szczękach, otulonych kłębem czarnych bród,
kładą na łonach tych pomarłych ciał…
I skośne, mętne oczy podnoszą do góry
ku ich schylonym skroniom…
I biodra opasawszy w lubieżnym uścisku,
zwilgotniałymi usty
szepczą im słowa rozpusty…